# Göran Hydén

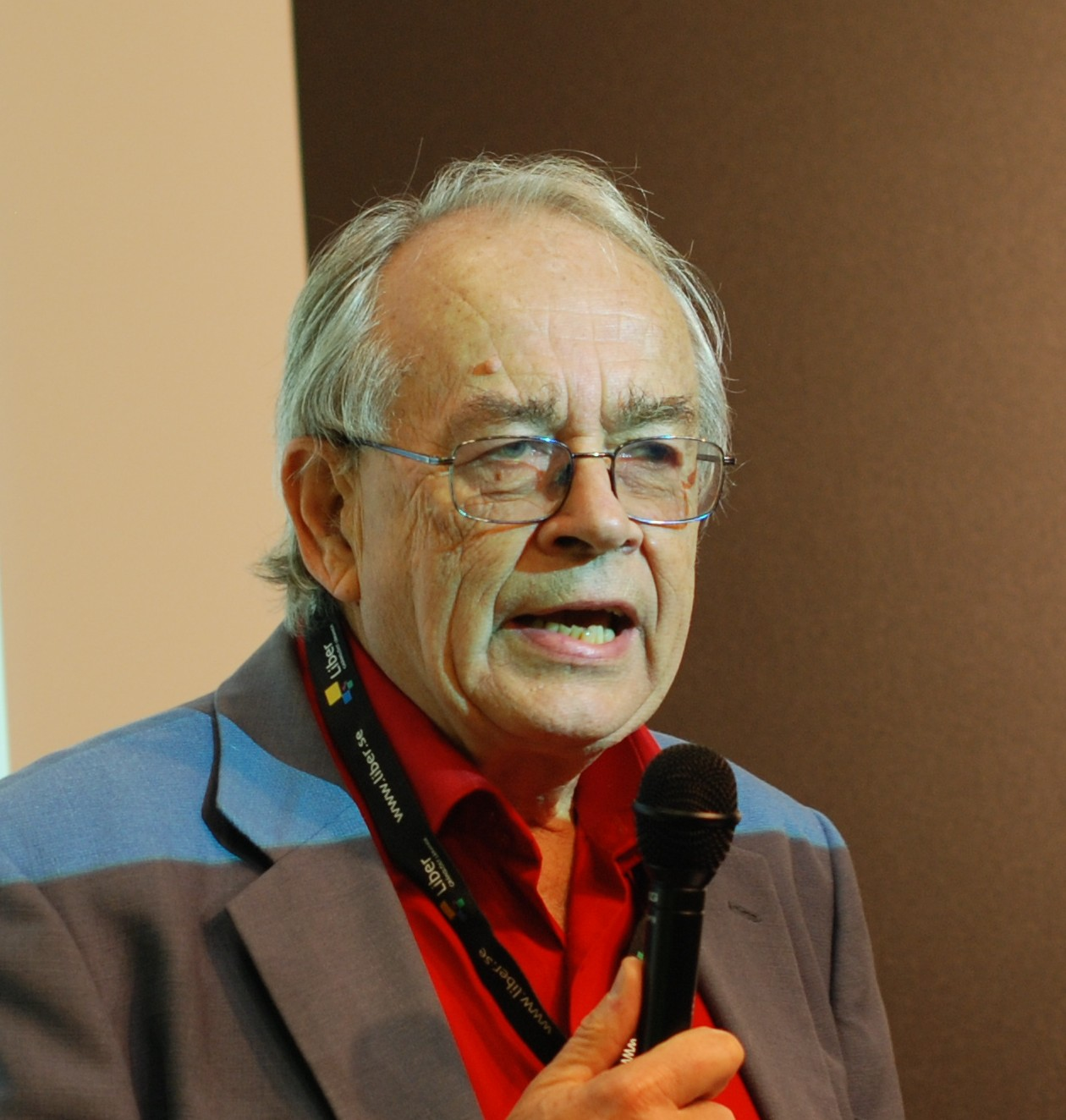
Göran Hydén på Bokmässan i Göteborg 2010.

Göran Hydén, född 1938, är en svensk Afrika-expert och tidigare professor i statsvetenskap.

## Biografi
Göran Hydén växte upp i Jönköping och studerade statskunskap vid Lunds universitet, där han blev fil. kand. 1961, fil. lic. 1964 och disputerade för filosofie doktorsgrad 1968. Han undervisade 1965-66 på Makerere University i Kampala, 1968-71 på University of Nairobi och 1971-77 på University of Dar es Salaam. Åren 1978-85 arbetade han för Ford Foundationi Nairobi och 1986-2008 var han professor i statskunskap vid University of Florida i Gainesville. Han var ordförande i styrelsen för Dag Hammarskjöldfonden 2006 - 2008. Hydén erhöll 2015 "Distinguished Africanist Award" för hans livslånga bidrag i forskningen om afrikansk politik och bistånd.
Göran Hydén har ofta deltagit i internationell och svensk debatt om utvecklingsbistånd till Afrika. Han har kritiserat biståndsgivarnas inriktning på egna mål (givarcentrering) och den nuvarande tyngdpunkten på fattigdomsbekämpning:
| ”                                | För Afrika tenderar inriktningen på fattigdomsbekämpning att hålla kvar dessa länder i systemisk misär. Medan enskilda personer kan få förbättrade villkor bidrar inte biståndet till att samhällssystemen omvandlas. ...Fattigdomsbekämpningen förstärker den populism politikerna i Afrika gillar. De tycker om att ge bort, men tvekar att fatta och genomföra svåra beslut som är nödvändiga för samhällets framsteg. Denna inställning leder till social utjämning nedåt istället för utveckling uppåt. | „ |
| – Göran Hydén i Sydsvenskan 2010 | |   |

Sedan 2002 delas Hydénpriset ut av Statsvetenskapliga Institutionen vid Lunds universitet efter Göran Hydén.
Göran Hydén är bror till professorerna emeriti Håkan Hydén och Christer Hydén.